# Sergej Zoebov
Sergej Aleksandrovitsj Zoebov (Russisch: Сергей Александрович Зубов) (Moskou), 22 juli 1970) is een Sovjet-Russisch ijshockeyer.
Zoebov won tijdens de Olympische Winterspelen 1992 de gouden medaille met het gezamenlijk team.
Zoebov wist twee keer de Stanley Cup te winnen. Met de New York Rangers in 1994 en met de Dallas Stars in 
1999.